# S 1 (sous-marin italien)
Pour les articles homonymes, voir S1.
Le S 1 est un sous-marin, navire de tête de la classe S, en service dans la Regia Marina lancé en 1914 et ayant servi pendant la Première Guerre mondiale.

## Caractéristiques
La classe S déplaçait 254 tonnes en surface et 303 tonnes en immersion. Les sous-marins mesuraient 45,17 mètres de long, avaient une largeur de 4,22 mètres et un tirant d'eau de 3,06 mètres. Ils avaient une profondeur de plongée opérationnelle de 40 mètres. Leur équipage comptait 2 officiers et 24 sous-officiers et marins.
Pour la navigation de surface, les sous-marins étaient propulsés par deux moteurs diesel FIAT de 325 chevaux-vapeur (cv) (239 kW) chacun entraînant deux arbres d'hélices. En immersion, chaque hélice était entraînée par un moteur électrique Scott de 180 chevaux-vapeur (132 kW). Ils pouvaient atteindre 13,3 nœuds (24,6 km/h) en surface et 9 nœuds (16,6 km/h) sous l'eau. En surface, la classe S avait une autonomie de 1 700 milles nautiques (3150 km) à 8 noeuds (14,8 km/h); en immersion, elle avait une autonomie de 60 milles nautiques (111 km) à 4 noeuds (7,4 km/h).
Les sous-marins étaient armés de quatre tubes lance-torpilles (2 à l'avant et 2 à l'arrière) de 45 centimètres, pour lesquels ils transportaient un total de 4 torpilles.

## Construction et mise en service
Le S 1 est construit par le chantier naval de Scotts Shipbuilding and Engineering Company de Greenock en Écosse, et mis sur cale le 23 août 1912. Il est lancé le 28 février 1914 et est achevé et mis en service le 5 août 1914. Il est commissionné le même jour dans la Regia Marina.

## Historique

### Service pour la Royal Navy
Le S 1 est mis en service le 5 août 1914 et n'a servi que quelques mois dans la Royal Navy (marine britannique).
En juin 1915, alors qu'il est en mission, il subit une panne de moteur; l'équipage du sous-marin attaque et capture un bateau de pêche allemand, le Ost, et l'utilise pour remorquer le sous-marin jusqu'à sa base.
Le même mois, la Regia Marina, entre-temps entrée en guerre aux côtés des puissances de la Triple-Entente, demande et obtient la cession du S 1 et de ses deux navires-jumeaux (sister ships) aux Anglais (les trois sous-marins sont en fait construits suivant un projet italien et sont très similaires à ceux en service dans la Regia Marina).

### La vente à la Regia Marina et le service sous pavillon italien
Entre la mi-septembre et le début du mois de novembre 1915, le transfert du sous-marin du Royaume-Uni à la base de La Spezia a lieu.
Une fois opérationnel, le sous-marin est stationné à Tarente, sous les ordres du lieutenant de vaisseau (tenente di vascello) Ottavio Siccoli.
Au départ, il exerce une fonction défensive dans le golfe de Tarente.
Entre mai et juin 1916, il effectue quatre missions offensives au large du cap Medela et de la Punta d'Ostro, au sud de Cattaro, étant basé à Venise.
En septembre de la même année, nécessitant des travaux sur les moteurs (qui donnent lieu à de nombreux problèmes, comme sur ses unités sœurs), le S 1 est désaffectée à La Spezia.
En janvier 1917, une fois les travaux terminés, il est stationné à Brindisi - à l'époque, le commandant du sous-marin est le lieutenant de vaisseau Francesco Quentin, remplacé plus tard par son collègue Gancia - et jusqu'en juillet, il effectue dix missions défensives au large de la base des Pouilles.
Envoyé à l'Arsenal de La Spezia (Arsenale Militare Marittimo della Spezia) le 22 août 1917, il est désarmé le 20 septembre 1918 et y reste jusqu'au 23 janvier 1919, date à laquelle il est radié.
Il est ensuite au rebut.